# Maynard Dixon

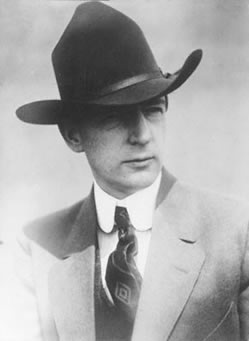
Maynard Dixon, 1908

Maynard Dixon (* 8. September 1875 in Fresno, Kalifornien; † 11. November 1946 in Tucson, Arizona) war ein US-amerikanischer Maler und Illustrator, der für seine Darstellungen des amerikanischen Westens zu Beginn des 20. Jahrhunderts bekannt wurde. Seine Werke umfassen Landschaften, Porträts von Ureinwohnern Nordamerikas, Cowboys und frühen Siedlern und spiegeln seine Faszination für die Weiten und Kulturen des Westens wider.

## Leben
Maynard Dixon wurde als Henry St. John Dixon geboren, änderte seinen Namen aber später in Lafayette Maynard Dixon. Er zeigte schon früh künstlerisches Talent und wurde in seiner Karriere von dem Schriftsteller und Fotografen Charles Lummis beeinflusst, der ihm riet, den Westen der Vereinigten Staaten selbst zu bereisen. Dixon folgte dieser Empfehlung und unternahm ausgedehnte Reisen durch Montana, Utah, Nevada, Arizona und New Mexico. Diese Reisen prägten seinen künstlerischen Stil und inspirierten ihn zu zahlreichen Werken. Seinen ersten Besuch in Arizona unternahm Dixon um 1900, als das Gebiet noch weitgehend unerschlossen war. 1902 besuchte er den Handelsposten von Lorenzo Hubbell in Ganado, wo er Skizzen anfertigte, die ihm später als Grundlage für viele Gemälde dienten. Er kehrte mehrmals nach Arizona zurück und ließ sich schließlich in Tucson nieder.
Obwohl Dixon den größten Teil seines Lebens in Kalifornien verbrachte, spielte dieser Bundesstaat in seinem künstlerischen Schaffen nur eine untergeordnete Rolle. Seine kalifornischen Werke zeigen hauptsächlich Wüstenlandschaften, oft inspiriert von seiner Kindheit in Refuge, San Joaquin Valley. Auch Montana besuchte er nur zweimal, 1909 und 1917. Seine dort entstandenen Bilder sind im Format kleiner, setzen sich aber intensiv mit dem Leben der dort lebenden Ureinwohner auseinander und zählen heute zu seinen begehrtesten Werken.

### Aufenthalte in New Mexico und Nevada

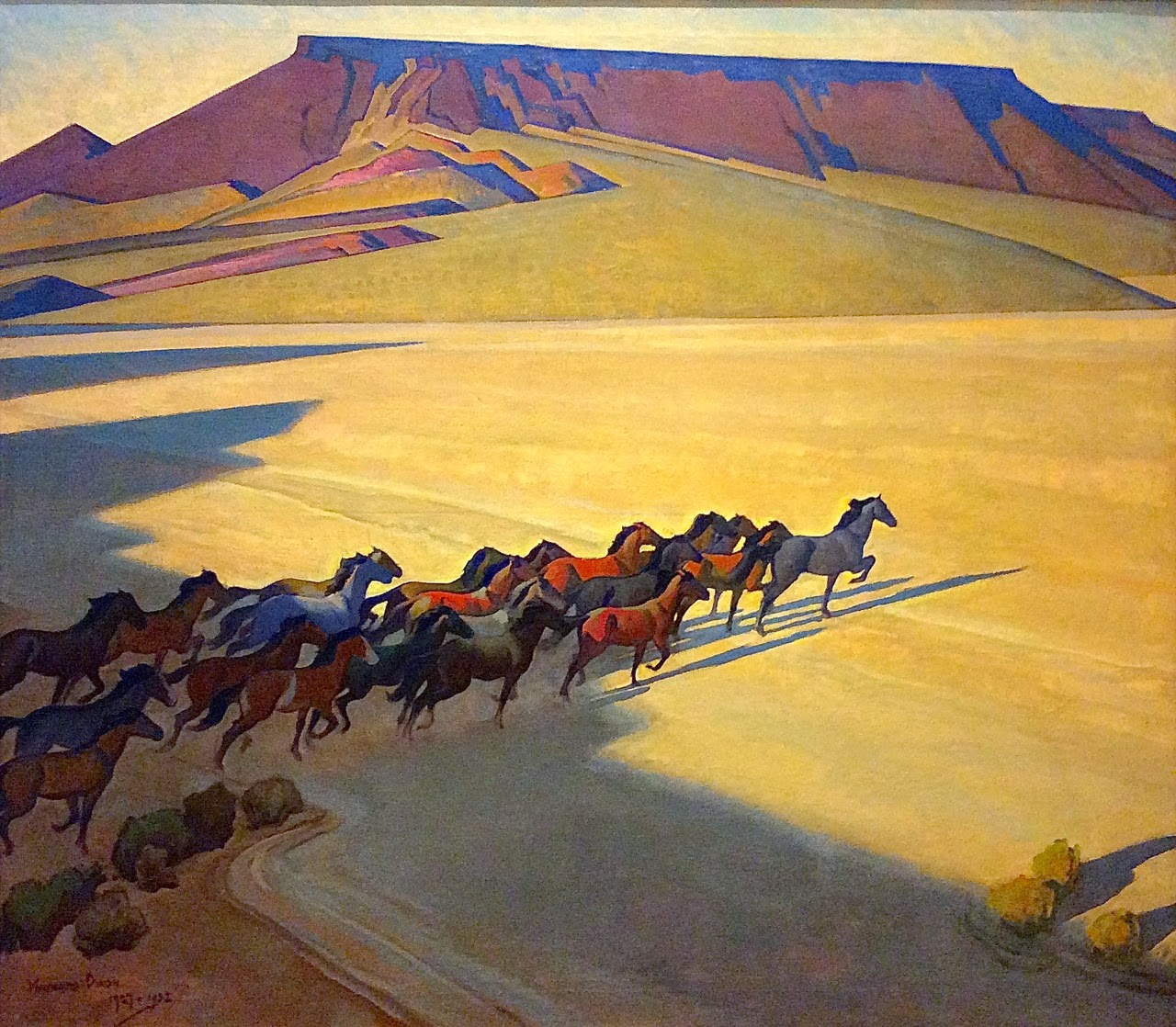
Wild Horses of Nevada, 1927.

Von September 1931 bis Januar 1932 lebte Dixon mit seiner Frau, der bekannten Fotografin Dorothea Lange, und ihren Kindern in New Mexico im Haus von Mabel Dodge Luhan. Während dieses Aufenthalts entstanden mehr als vierzig Gemälde, die die Beziehung zwischen Mensch und Landschaft thematisieren. Er wurde von der renommierten Taos Society of Artists eingeladen, Mitglied zu werden, lehnte jedoch ab, da ihm die Regeln der Gruppe zu restriktiv erschienen.
Nevada war ein weiteres zentrales Motiv in seinem Werk. In den 1920er und 1930er Jahren hielt sich Dixon mehrfach dort auf und malte vor allem Wüstenlandschaften und die für diese Region charakteristischen Bäume. Während seiner Aufenthalte in Carson City entstanden einige seiner eindrucksvollsten Landschaftsdarstellungen.

### Utah und das Spätwerk
Utah nahm in Dixons Leben und Werk einen besonderen Platz ein. Er schätzte das Licht und die Landschaft und hatte eine hohe Meinung von den dort lebenden Mormonen. In seinen letzten Lebensjahren ließ er sich in der abgelegenen Gegend um Mount Carmel nieder, die ihm als Sommerresidenz diente. Viele seiner Werke aus Utah, vor allem aus den Jahren 1933 bis 1945, zeigen den Kontrast zwischen rauer Wüste und friedlicher Berglandschaft.

### Soziale Themen und Einfluss

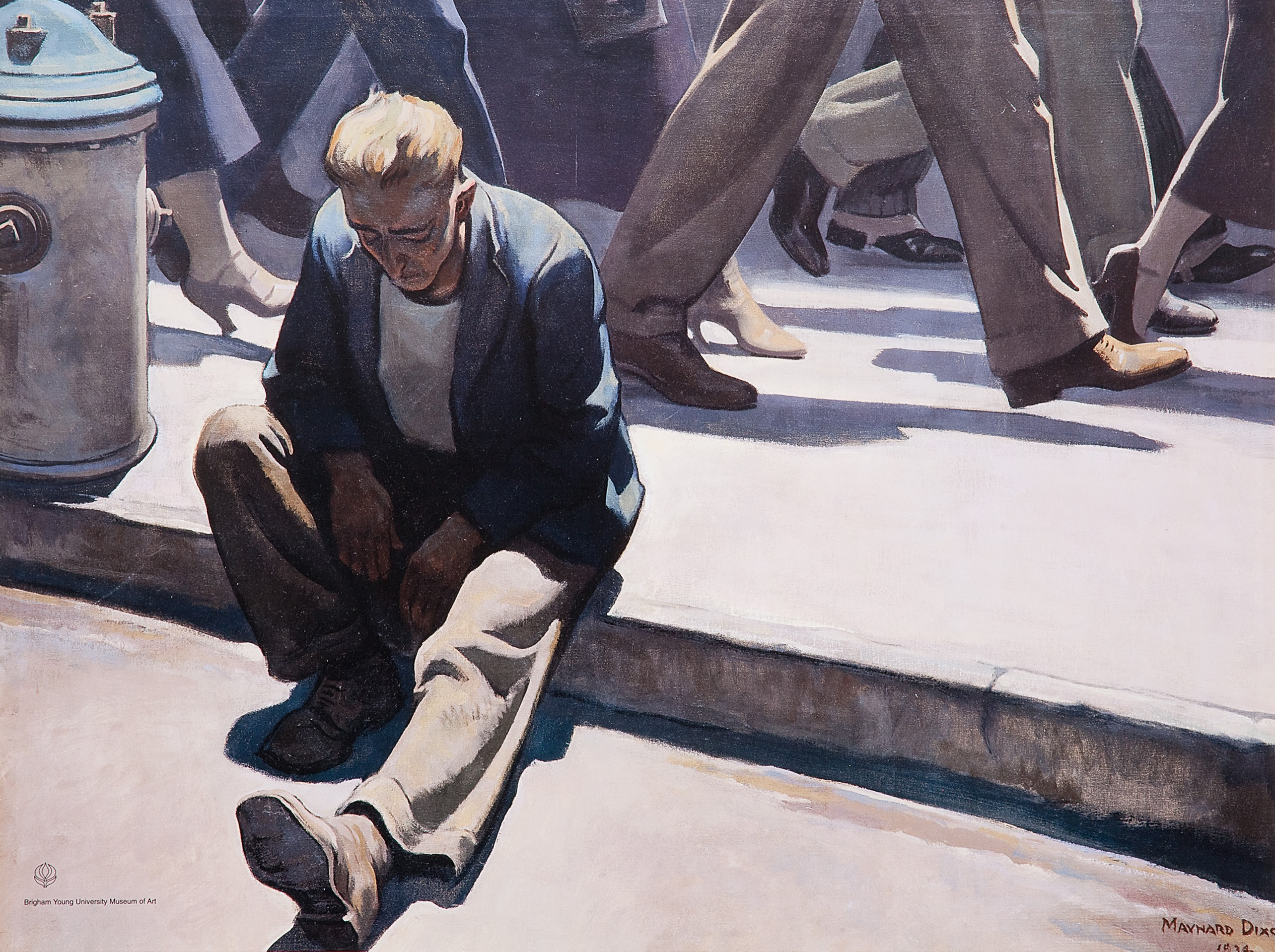
Forgotten Man, 1934. Brigham Young University Museum of Art

Neben Landschaftsdarstellungen widmete sich Dixon auch sozialen Themen. Vor allem in den Jahren 1934 und 1935, während der Weltwirtschaftskrise, entstanden Bilder, die den Kampf und das Leid der Arbeiterklasse thematisierten. Beeinflusst von seiner Frau Dorothea Lange, die das Elend der Landarbeiter fotografisch dokumentierte, malte Dixon düstere, expressive Bilder in Grau- und Blautönen. Sie stellen eine seltene, aber wichtige Facette seines künstlerischen Schaffens dar.  
Darüber hinaus zeigte Dixon großes Interesse an den indigenen Kulturen des Westens. Er verbrachte viel Zeit bei den Hopi und anderen Stämmen und porträtierte sie in einem respektvollen und unvoreingenommenen Stil. Pferde waren ein wiederkehrendes Motiv in seinen Werken und symbolisierten für ihn die enge Verbindung zwischen Mensch und Natur.  
Maynard Dixon verstarb 1946 in Tucson an den Folgen eines Emphysems. Seine Asche wurde gemäß seinem Wunsch in Mount Carmel beigesetzt.  Sein Werk gilt heute als bedeutendes künstlerisches Zeugnis des amerikanischen Westens zu Beginn des 20. Jahrhunderts.
Dixon war dreimal verheiratet: Lillian West Toby (1905–1917), Dorothea Lange (1920–1935), eine bekannte Fotografin, Edith Hamlin (1937–1946), eine Wandmalerin. Mit Dorothea Lange hatte er zwei Söhne: Daniel Rhodes Dixon und John Eaglefeather Dixon.

## Werk
Dixons Werk ist geprägt von Darstellungen der Landschaften und Kulturen des amerikanischen Westens. Er begann als Illustrator und entwickelte später einen eigenen Malstil, der von Tonalismus, Impressionismus und Präzisionismus beeinflusst war. Sein Werk zeigt im Laufe der Jahrzehnte stilistische Veränderungen: Während seine Bilder aus den 1910er Jahren kräftige Farben und eine pastose Malweise aufweisen, experimentierte Dixon in den 1920er Jahren mit postimpressionistischen und kubistischen Techniken. In den späteren Jahren verwendete er eine reduzierte Farbpalette und einen sparsameren Pinselstrich, wobei das Spiel von Licht und Schatten eine zentrale Rolle spielte. Häufige Motive sind weite Wüstenlandschaften, dramatische Wolkenformationen und Darstellungen von Native Americans sowie Cowboys. Seine Werke vermitteln ein Gefühl von Ruhe und Erhabenheit und fangen die Essenz des amerikanischen Westens ein.
Die Brigham Young University besitzt heute die größte Sammlung seiner Werke.  